# Tipula (Lunatipula) humilis
Tipula (Lunatipula) humilis is een tweevleugelige uit de familie langpootmuggen (Tipulidae). De soort komt voor in het Palearctisch gebied.